# تونی ادگار-بروس
تونی ادگار-بروس (انگلیسی: Toni Edgar-Bruce؛ ‏ ۴ ژوئن ۱۸۹۲ – ۲۸ مارس ۱۹۶۶) بازیگر اهل بریتانیا بود.
از فیلم‌هایی که وی در آن‌ها نقش داشته‌است، می‌توان به بهشت همین نزدیکی‌هاست، با احتیاط جابه‌جا کنید، نل گوئین و مانکن اشاره نمود.